# Писцовая книга Шелонской пятины письма Яныша Иванова сына Муравьева и подьячего Кирилко Кстечкова 7079 года
Писцовая книга Шелонской пятины письма Яныша Иванова сына Муравьева и подьячего Кирилко Кстечкова 7079 года — приправочная писцовая книга части Залесской половины Шелонской пятины; была составлена в 1571, 1572 годах. Дошла до нашего времени в подлинном виде, реставрирована, хранится в Российском Государственном Архиве Древних Актов в фонде № 137 (Боярские и Городовые Книги), по описи № 1, Новгород, дело № 8. Помимо этого, есть несколько выписей из этого документа в столбцах по Новгороду. Основной текст подлинной рукописи написан достаточно разборчивой скорописью того времени, названия глав  — вязью.

## Содержание и сохранность
В писцовой книге были описаны следующие территории.
1. Петровский погост, Ямское окологородье (без начала).
2. Щепецкий погост.
3. Быстреевский погост.
4. Дремяцкий погост.
5. Лосицкий погост (утрачено несколько листов описания).
6. Сабельский погост.
7. Бельский погост (утрачено несколько листов описания).
8. Ляцкий погост.
9. Ивангородское окологородье.
10. Оброчная книга Ивангорода.

## Время описания
В исторических документах эта книга датируется 7079 годом. Впрочем, и в самом её тексте, в первой главе, существует одна точная дата, (л.25об.) — 31 августа (последний день 7079 года от Сотворения Мира, 1571 год от Рождества Христова).

(л.25об.) «И Августа в 31 день по государеве цареве великого князя Ивана Васильевича всея Руси грамоте и по наказу государевых царевых и великого князя дияков Данила Микулина сына Бартенева да Никиты Юрьева сына Щелепина, в Шелонской пятине в Залеской половине в Петровском погосте вь Ямском окологородье сын боярской Яныш Иванов сын Муравьева да подьячей Кирилко Къстечков, взяв с собою околного Ямы города Воцкие пятины игумена Исайя да свещенников: Успенья Пречистые Левонтея, да Николского свещенника Кузму Степанова сына, да Арханилского попа Наума Борисова сына, да диякона Ивана Григорьева сына, да ямлян посацких людей добрых: старосту Гаврилу Семенова сына Микулина, да сотцких Ганю Гаврилова сына, да Оверкия Григорьева сына Пикалева, да Кузму (л.26) Ондреева сына Сивцова, да Луку Иевлева сына Офромеева, да Меншого Родивонова сына Рохнова, да Губаса Чюдинова, да Ивана Гаврилова сына Колоколкова, да Семена Григорьева Гречева, да Володимера Олферьева сына, да Олексея Павлова сына Поткина, да Третьяка Григорьева сына Захарьина, да Ямского окологородья Петровского погоста старосту Кузму Гаврилова сына, да земцов и их крестьян: Мелешу Овдеева сына, да Юрья Игнатьева сына, да Родивона Демидова сына Яколя, да Игнатья Иванова сына Суховомашина, да Олексея Семенова сына Брюхатово, по выписем, каковы выписи Ямского окологородья царевых великого князя сел и деревень приказщик сел и деревень Фетка Бара, и манастырские игуменья, и церковные попы, и земцы на свои деревни, на живущие обжи, и в деревнях имена жилцом, (л.26об.) и на пустые обжи подали Янышу Муравьеву да подьячему Кирилцу Къстечкову. И Яныш Муравьев да подьячей Кирилко с ыгуменом и свещенники, и дияконы, и с теми со всеми людми, которые в сем дозорном списке имены писаны, по тем всем деревням пустым ездили и дозирали пустых обеж. И по их выписем, которые обжи в пусте написаны, и те обжи пусты. А прибылых и отхожих пашон и всяких угодей нет. И Яныш Муравьев да подьячей Кирилец Кстечков спросили игумена, и свещенников, и диякона по свещенству, а земцов, и пятиобежников, и приказщиков, и околных людей, и крестьян, которые с ними ездили пустых обеж дозирати, по государеву цареву и великого князя крестному целованью. Подали нам государевых оброчных деревень приказщик, и земцы, и пятиобежники выписи на свои пустые деревни, и детей боярских приказщик (л.27) [на свои п]устые обжи, и от чего те обжи запустели, и сколь давно? [Игумен Сп]аской Исайя, и попы, и диякон сказали по свещенству, [а прик]азщики, и земцы, и пятиобежники и их крестьяне Петров[ского п]огоста сказали по государеву цареву и великого князя крес[тному] целованью: запустели у нас те деревни от податей, [и з г]олоду люди померли, а иные с голоду люди порозош[л]ись; и от чего которая деревня запустела, и тем всем пустым деревням и пустым обжам обыски по вся годы у выборных голов денежного збору. А на иные на пустые деревни мы вам лготные давали. То, господине, наши речи игумена, и попов, и дьякона по свещенству, а наши приказщиковы, и земмецкие, и пятиобежницкие, и крестьянские речи по государеву цареву и великого книзя крестному целованью. А дозорной и опросной список писал Постничко Костянтинов.»
В последующем тексте писцовой книги, впервые о произошедших в следующем 7080 году событиях упоминается начиная с главы 7 (Бельский погост). Заголовок к последней главе (л.240) также содержит конкретную дату — 10 января 7080 года (1572 года).
«Книги окологородья Иванегороцкого мелницам, и колам, и тоням, пожням, и нивкам, и полоскам, и дворищам. Ивангород на реце на Нарове. Лета 7080-го генваря в 10 день.»
Судя по этому, писцовая книга была написана примерно с 31 августа 1571 года по 10 января 1572 года, и в ней описывается состояние местности на конец 1571 года.

## Составители
Возглавлял перепись Яныш Иванов сын Муравьев. По листам этого документа идут его скрепы. «К сем книгам царев государев писец Яныш Иванов сын Муравьев руку приложил.» В более поздней писцовой книге 1581/82 года этот перепищик был записан как «Еныш Муравьев».
Другим переписчиком (л.25об.) обозначен подьячей Кирилко Кстечков. Его фамилия " Кстечков" записана следующим образом: 
"К", "надстрочный Ъ", "С", "Т", "Е", "надстрочное Ч", "К", "О", "надстрочное В". 
При публикации этой книги в НПК т.5., его составители, прочли эту фамилию как "Кистечков", приняв "надстрочный Ъ" за "надстрочную И". Однако на том же листе в словосочетании «В Петровском погосте» после первой буквы "В" идёт аналогичный надстрочный знак, и здесь он никак не может означать "надстрочную И". Сам надстрочный знак "И" употреблялся вместе с надстрочной согласной (например: "П", "Я", "надстрочное ТИ", "Н", "Ы"), а в одиночном исполнении обозначал "Й" (например: "Л", "Ю", "Д", "Е", "надстрочное Й"), да и графема эта имела совсем другой вид. [Необходимо добавить, что на Руси часто твёрдым знаком передавали звук "О" (см.Язык Берестяных грамот). Учитывая это, фамилия второго писца уже читается вполне понятно, как Костечков.] В томе 6 ПКНЗ. имя подьячего записано как Кирилл Ксенков на основании текста позднейшей выписи (1622 года) из этого документа в столбцах Поместного Приказа.
Помимо этого, по страницам книги идут несколько скреп местных жителей того или иного погоста, в частности, погостских священников.

### Письмо Семена Федоровича Нагого и князя Ивана Васильевича Андомского
В некоторых письменных источниках составителями этой книги указаны другие лица: Семен Федорович Нагой и князь Иван Васильевич Андомский, поскольку они достаточно часто упоминаются в тексте данной рукописи. Однако, эти писцы проводили работы в Шелонской пятине несколько раньше, а писцовая книга Яныша Муравьева являлась, по-видимому, приправочной к несохранившемуся до нашего времени письму этих двух писцов.
Впервые о проведении писцовых мероприятий в Шелонской пятине Семеном Федоровичем Нагим и Иваном Андомским в исторической науке было заявлено Константином Алексеевичем Неволиным в 1853 году в издании «О пятинах и погостах новгородских в XVI веке». Он предположил, что Шелонскую пятину они описывали в 1571 году вместе с Енышем Муравьевым. Это своё заключение он обосновал, приведя в своём труде отрывок из более поздней писцовой книги письма Леонтия Аксакова и Алексея Малахова 1581/82 года.

«А в прежних писцовых книгах и в выписи написано 79 году Семена Федоровича Нагова да князя Ивана Андомского с товарищи: дано к монастырю игумену з братьею круг того монастыря лесу по двенатцати десятин на все четыре стороны пашенного и чорного лесу, бору и болота, по речке по Чорной в верх и в низ за речку за Черную против монастыря промеж деревень: деревни Волосова, Захонья и Овинца и Терешиной и Посолотина.»— Российский Государственный Архив Древних Актов, фонд № 1209 (Поместный Приказ), опись № 1, дело № 957; опубликовано: Неволин К. А. О пятинах и погостах новгородских в XVI веке, с приложением карты. Санкт-Петербург: Тип. императорской Академии Наук, 1853, Приложение III, Стр. 84.
Таким образом, К. А. Неволин как бы объединил два разных описания этой территории в одно.
В 1905 году Археографической комиссией была опубликована без последней главы (без оброчной книги Ивангорода) в составе пятого тома серии «Новгородские писцовые книги» писцовая книга 1571 года (стб. 427—570). Ни составители тома, ни, впоследствии, А. М. Андрияшев, выпустивший в свет в 1914 году «Материалы по исторической географии Новгородской земли», не озадачивались вопросом авторства этого писцового описания. Между тем, в писцовой книге 1571 года упоминаний о работе писцов Семена Федоровича Нагого и князя Ивана Андомского с товарищами действительно больше, чем о самих составителях этого документа — Яныше Муравьеве и подьячем Кирилко Кстечкове, вот два из них. В первом отрывке причём упоминается Ульское взятье — битва при Чашниках на реке Уле, произошедшая в 1564 году.

«(л. 153)[…] А на то поместье у Иванова отца у Несветая была жаловалная грамота, и с тое грамоты государевы писцы Семен Федо(л.153об.)рович Нагой с товарищы те деревни и лес, написав в свои книги, отдали Ивану Несветаеву сыну, и та грамота згорела в повалуше у Ивана, а Иван в полону в Летве, а полонили его литовские люди в Ульское взятье».

[…]

«8. Погост Ляцкой.
(л.203) За помещики, а владеют по государевым грамотам, и по отделным, и по ввозным писцов Семена Федоровича Нагово да князя Ивана Васильевича Андомъского с товарыщы, и по дьячим Ноугородцких дьяков по отделным грамотам.»— РГАДА, Ф.137, Оп.1, Новгород, № 8; опубликовано: Новгородские писцовые книги, т.5, СПб. 1905 г., ред. Богоявленский С. К.
Ошибочное мнение об авторстве книги 1571 года № 8 из фонда 137, по описи № 1, Новгород, просуществовало достаточно долго; так, в издании 1972 года «Книги московских приказов в фондах ЦГАДА» она также приписывается писцу С. Ф. Нагому; и до сих пор в официальных описях Российского государственного архива древних актов этот документ записан, как отрывок из писцовой книги Семена Федоровича Нагого и князя Ивана Андомского с товарищами 1572 года.
Между тем, в 1905 году Д. Я. Самоквасов в сборнике «Архивный материал» опубликовал конец одной и полный текст второй ввозных грамот, где говорится, что Семен Федорович Нагой с товарищами проводили свои писцовые работы и выделение земель в поместья в Шелонской пятине раньше 1571 года, а именно — в 1566 и в 1568 годах.

«(л.246) чем вас изоброчат. А дворы, [и во двор]ех люди по имяном, и пашня, и сено, и всякие угодья писано подлинно в книгах нашего писма. К сей ввозной писцы Семен Федорович да князь Иван Васильевич печати свои приложили лета 7075-го сентября в 3 д. А припись у ввозной подьячего Петра Щелепина да подьячего Михаила Парфеньева.

(л.246об.) [Лета] 7080-[го] августа в 15 д. такову ввозную положил Меншой Глотов. По Государеву цареву и великого князя Ивана Васильевича всеа Руси наказу, от царевых и великого князя Наугородцких писцов Шелонские пятины Залеские половины, от Семена Федоровича Нагово с товарыщи в Дремецкой погост в деревню вь Елемну, по старому писму на две обжи, а крестьян: во дворе Овдокимко (л.247) Коршов, (в) Микитка Горасимов. А была та деревня в поместье за Григорьем да за Офонасьем за Петровыми детми Мякинина. И Григорей да Офонасей Мякинины ту деревню государю отказали для розни. И царь и великий князь пожаловал тою деревнею в поместье Курбата да Меншика Васильевых детей Глотова к старому их поместью вь их оклады. И которые крестьяне в той деревни живут, и вы б Курбата да Меншика (л.247об.) [и их при]казщиков слушали, и пашню на них пахали, и доход им хлебной и денежной платили, чем вас изоброчат. А дворы, и в дворех люди по имяном, и пашня, и сено, и лес, и всякие угодья писаны подлинно в книгах нашего писма. К сей ввозной писец Семен Федорович Нагой печать свою приложил. Писана лета 7076-го февраля в 20 д. А припись у ввозной подьячего Петра Щелепина да подьячего Михаила Парфеньева.»— РГАДА, Ф.1209, Оп. 3, № 16931; опубликовано: Самоквасов Д. Я. «Архивный материал», т.1, М.1905г, отдел второй, стр.98, 99
В настоящее время разделяют эти два писцовых описания. Так, в каталоге писцовых книг Русского государства «Писцовые книги Новгородской земли», изданном в 2004 году, в предисловии к перечню по Шелонской пятине И. Ю. Анкудинов относит деятельность Семена Федоровича Нагого и князя Ивана Андомского до 1570/71 года, а дозор 1570/71 года Залесской половины Шелонской пятины (то есть книгу № 8 по Новгороду) приписывает Янышу Муравьеву и подьячему Кириллу (Ксенкову?).
Наконец, в 2009 году вышел в свет шестой том сборников писцовых книг Новгородской земли, посвящённый Шелонской пятине. В предисловии к изданию его составитель К. В. Баранов отметил, что в 7073 (1564/65) году Залесскую половину описывали Семен Федорович Нагой и князь Иван Васильевич Андомский, а затем, в 7071 (1570/71) году дозор этой же Залесской половины проводили Яныш Муравьев и подьячей Кирилл Ксенков.

В этом же издании было опубликовано окончание книги 7071 (1570/71) года, не попавшее в сборник новгородских писцовых книг, изданных ранее С. К. Богоявленским. В его тексте можно найти и отрывки, свидетельствующие о датировке предыдущей переписи Семена Федоровича Нагого с товарищами 7073 (1564/65) годом.

«(л.241)[…] И всех колов болших и менших 55 да тоня, а оброку с них сто дватцать две гривны, пошлин с оброку 6 гривен 2 де. И тех колов осталось за роздачей у писцов у Семена Федоровичя Нагово с товарыщи, которые коловые места оддавали под мелницы, а иные переобрачивал лета 7073-го: дватцать колов болших, 19 колов менших, да тоня, а оброку с них 82 гривны, пошлин с оброку 4 гривны с московкою, а в московское число 11 рублев 16 алтын, пошлин с оброку 19 алтын з денгою.

[…]

(л.242)[…] Да на Иване ж городе по выписи царя и великого князя писцов Семена Федоровичя Нагово с товарыщи, которую выпись дали дияком Ондрею Васильеву сыну Безносова да Леонтею Онаньину о иванегороцких мелничных местех и о пожнях, которые места давали в оброк писцы на Иванегороде лета 7073-го. Все те места пусты, нихто ими не владеет».— РГАДА, Ф.137, Оп.1, Новгород, № 8; опубликовано: Писцовые книги Новгородской земли, т.6. М., 2009, сост. К. В. Баранов. С. 130, 131.
К. В. Барановым к 2016 году был составлен список всех известных на тот момент писцовых описаний Русского государства середины XV — начала XVII века. Отмечена в нём и писцовая книга Залесской половины Шелонской пятины письма Семёна Фёдоровича Нагого и князя Ивана Васильевича Андомского. Время составления описания определено 1564/65-1567/68 (7073-7076) годами. Всего им было обнаружено порядка 25 упоминаний об этом письме в документах XVI века.

## Схема описания
Данная писцовая книга отличается отсутствием строгой формы в описаниях. Если одни селения и их угодья описаны очень подробно, то по некоторым другим указывается лишь количество обёж. Некоторые пустоши вообще не упоминаются. В целом: даётся название селения; количество обёж; имена владельцев дворов; пашня в четвертях, «а в дву по тому ж»; покос сена в копнах, редко — в кучах; лес в вёрстах или десятинах; размер озёр в верстах, или  «из лука стрелити», «пол стрелбища», «камнем шибити», рыба в них обитающая. В конце описания поместий: общий итог по обжам (в том числе жилым и пустым), количество сох, качество земли (добрая, середняя или худая). В описаниях земецких поместий указывается служит ли земец государеву службу, или платит подмогу.

## Публикации
Данная писцовая книга была опубликована без последней главы (без оброчной книги Ивангорода) в 1905 году Археографической Комиссией и вошла в состав пятого тома серии «Новгородские писцовые книги» (стб.427-570). При этом выполненное переложение исходного текста не совсем соответствует тем правилам, которые общеприняты в настоящее время.  Так, написанные в рукописи в кружка́х сокращённые слова «деревня» и «во дворе», переданы в публикации простыми сокращениями «дер.» и «дв.», а не «(дрв)» и «(в)», часто числительные, записанные в рукописи словами, в публикации были напечатаны просто цифрами и прочее. Помимо этого, составителями были неверно переданы несколько топонимов: упоминавшееся выше Ульское взятье прочитано, как Луское взятье, название деревни Остров в Горе в Лосицком погосте прочитано как Остров в Соре и т.д.
В 2009 году под редакцией Н.К.Молчановой и общей редакцией К.В.Баранова в шестом томе серии «Писцовые книги Новгородской земли» (стр.130-147) по общепринятым правилам переложения археографического текста была опубликована оброчная книга Ивангорода.